# Afro Celt Sound System
Afro Celt Sound System je hudební skupina, v jejíž hudbě se mísí taneční rytmy (trip-hop, techno, trance, atd.) s vlivy keltské a africké tradiční hudby. Byla založena na Grammy nominovaným producentem a kytaristou Simonem Emmersonem. Je považována za jakousi superskupinu žánru world music, zejména díky velkému množství hostujících umělců na jejich albech.
Jejich alba byla vydána vydavatelstvím Petera Gabriela Real World Records. Po vydání posledního alba kapela zvažuje své další směřování.
V roce 2003 kapela změnila jméno na Afro Celts, jejich poslední dvě alba byla ale vydána opět pod delším a známějším názvem.

## Členové skupiny
Když Afro Celt Sound System v 90. letech 20. století začínali, byla hranice mezi stálými a hostujícími členy téměř neznatelná. V průběhu let se ale vytvořilo jádro umělců, které bývá většinou spojováno s tímto jménem:
1. Simon Emmerson (kytara, produkce)
2. N'Faly Kouyate (kora, balaphon, n'goma, vokály)
3. Moussa Sissokho (djembe, bubínky)
4. James McNally (Bodhrán, akordeon, píšťalky)
5. Johnny Kalsi (Dhol)
6. Iarla Ó Lionáird (vokály)
7. Emer Mayock (flétny, dudy)
8. Martin Russell (klávesy, produkce, programování)